# Fauriella
Fauriella là một chi rêu trong họ Theliaceae.